# Douglas-Hörnchen
Das Douglas-Hörnchen (Tamiasciurus douglasii) ist ein nordamerikanisches Nagetier aus der Familie der Hörnchen (Sciuridae).

## Merkmale
Das Fell des Douglas-Hörnchens ist an der Oberseite grau bis braun-grau, manchmal auch leicht rötlich; in der Mitte des Rückens geht es in kastanienbraun über. Die Unterseite ist gelblichweiß bis orange gefärbt; nur im östlichen Oregon ist sie weiß. Um die Augen ist das Fell heller. An den Seiten besitzt es schwarze Streifen (Lateralstreifen), die vorrangig im Sommer sichtbar sind. Im Winter sind diese wenig ausgeprägt oder nicht vorhanden. Das Fell ist im Winter oft länger und an der Bauchseite heller; die Ohrpinsel und die Augenringe sind stärker ausgeprägt.
Der Schwanz ist an der Oberseite ähnlich gefärbt wie der Rücken, nur das letzte Drittel ist dunkler. Die Unterseite des Schwanzes ist im Zentrum rostfarben, der Rand ist schwarz und an den Spitzen heller.
Das Douglas-Hörnchen sieht dem Gemeinen Rothörnchen sehr ähnlich. Dieses besitzt jedoch eine weiße bis grau-weiße Bauchseite und normalerweise ein helleres rot auf dem Rücken.
Ein ausgewachsenes Tier erreicht eine Körperlänge von 270 bis 348 Millimeter. Der Schwanz wird zwischen 102 und 158, die Hinterbeine zwischen 41 und 55 Millimeter lang. Die Tiere wiegen zwischen 141 und 312 Gramm. Damit ist das Douglas-Hörnchen eines der kleinsten Baumhörnchen. Als Grund für die geringe Körpergröße wird vermutet, dass sich die verbesserten Klettermöglichkeiten gegenüber der Nahrungskonkurrenz, bei der größere Tiere im Vorteil sind, im Laufe der Evolution durchgesetzt haben. Es gibt keinen Dimorphismus zwischen den Geschlechtern.

## Lebensweise
Douglas-Hörnchen leben hauptsächlich in Douglasien-Wäldern oder anderen Wäldern, in denen Douglasien vorhanden sind sowie Tannen- und Fichtenwälder. Sie sind in Höhen bis zu 3.300 Metern zu finden. Dort bewohnen sie Nester, die im Sommer aus Zweigen, Moosen, Flechten und Rindenstücken bestehen. Manchmal bewohnen sie auch verlassene Vogelnester. Im Winter leben sie in verlassenen Bruthöhlen von Spechten oder unter der Erde.
Douglas-Hörnchen sind tagaktiv und Einzelgänger. Sie leben in festen Territorien von einem bis anderthalb Hektar. Sie sind das ganze Jahr über aktiv, sie ziehen sich jedoch bei schlechtem Wetter und kalten Wintern in ihr Nest zurück.

### Ernährung
Douglas-Hörnchen verbringen viel Zeit mit der Suche nach Nahrung, die sie in den Bäumen finden. An das Klettern sind sie durch ihre gute Sprungfähigkeit, kräftige Krallen und den Schwanz, den sie zum Balancieren einsetzen, gut angepasst.
Douglas-Hörnchen sind Allesfresser. Sie ernähren sich vor allem von Kiefernsamen. Außerdem fressen die Tiere je nach der Jahreszeit Pilze, das Kambium von Nadelbäumen, Zweige, Blätter, Knospen, Eicheln sowie Nüsse, Früchte und Beeren. Manchmal verzehren sie auch Gliederfüßer, Vogeleier und Nestlinge von Vögeln.

### Fortpflanzung
Männchen und Weibchen erreichen ihre Geschlechtsreife im Alter zwischen acht und neun Monaten. Die Paarung erfolgt von Januar bis Mitte August, vor allem zwischen März und Mai. Die meisten Weibchen haben nur einen Wurf pro Jahr. Teilweise folgt ein zweiter Wurf im August oder September. Nach einer Tragzeit zwischen 36 und 40 Tagen bringt das Weibchen 1 bis 8, durchschnittlich 4 bis 6, Jungtiere zur Welt; sie wiegen zwischen 13 und 18 Gramm.
Die Jungen öffnen ihre Augen nach rund 26 bis 36 Tagen und bleiben bis etwa Mitte Juli bis Anfang August im Nest der Mutter. Sie bleiben jedoch auch nach Verlassen des Nestes zunächst weiterhin in Kontakt mit der Mutter. Mit sechs Wochen beginnt die Entwöhnung vom Nest und dauert bis zur neunten Woche an. Nachdem die Jungen unabhängig geworden sind, bleiben sie bis Dezember noch in der Familie zusammen. Nach etwa neun bis zehn Monaten sind die Jungen ausgewachsen.

## Verbreitung
Douglas-Hörnchen sind entlang der Pazifik-Küste Nordamerikas verbreitet. Das Vorkommen ist jedoch beschränkt auf das nördliche Kalifornien bis in die Sierra Nevada sowie die Kaskadenkette mit West- und Zentral-Oregon, dem westlichen Washington und dem südwestlichen British Columbia in Kanada.

## Systematik

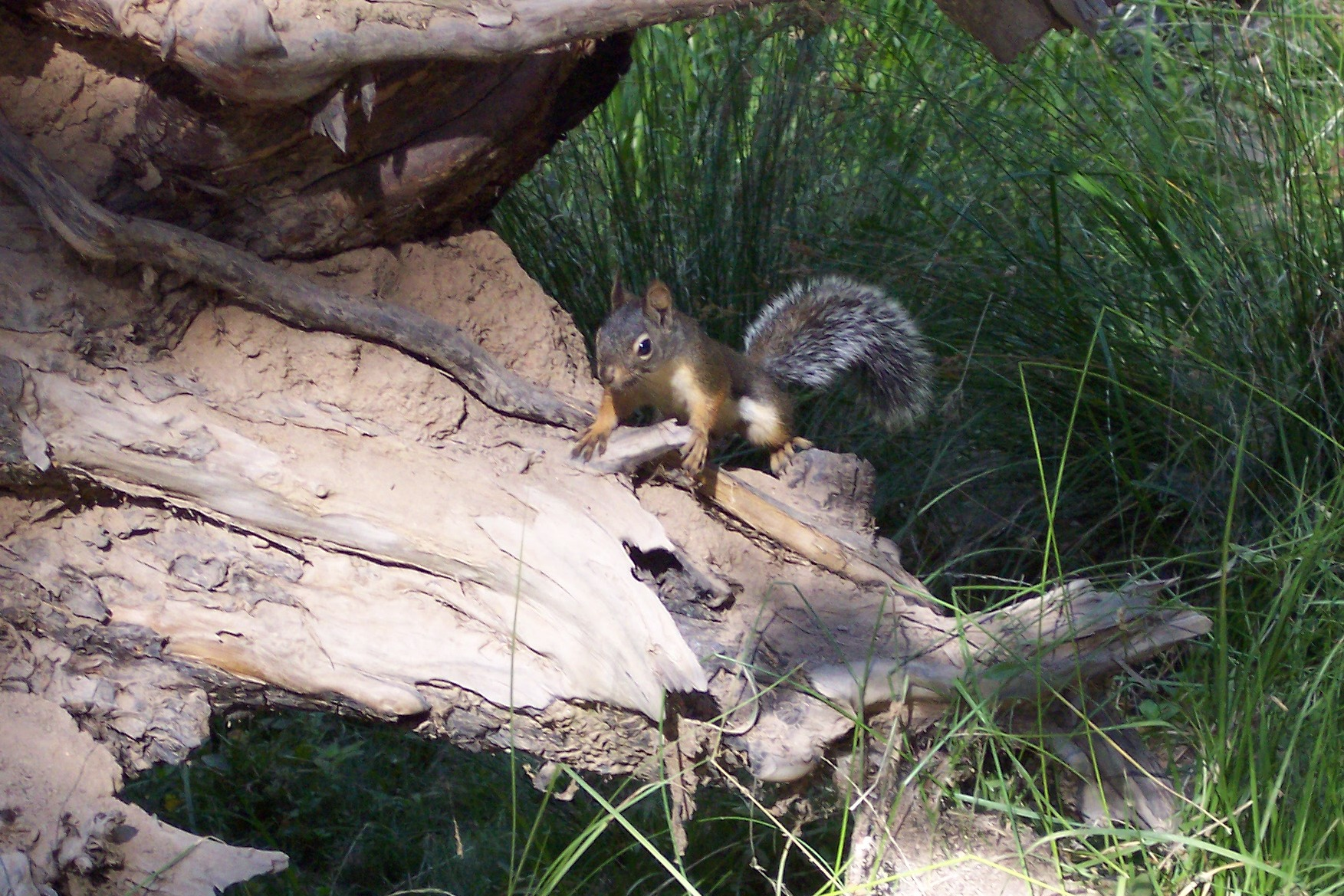
Tamiasciurus douglasii albolimbatus im Sequoia-Nationalpark

Das Douglas-Hörnchen wird als eigenständige Art innerhalb der Rothörnchen (Tamasciurus) eingeordnet. Die wissenschaftliche Erstbeschreibung stammt von John Bachman aus dem Jahr 1839, der sie als Sciurus douglasii aus dem Bereich des Columbia River beschrieb.
Die Art ist nach dem schottischen Botaniker David Douglas benannt.
Innerhalb der Art werden zusammen mit der Nominatform drei Unterarten unterschieden:
- Tamiasciurus douglasii douglasii Bachman, 1839, im Westlichen Washington, Oregon und Kalifornien.
- das Mearns-Rothörnchen (Tamiasciurus douglasii mearnsi) Townsend, 1897, im nördlichen Bereich der Halbinsel Niederkalifornien, Mexiko.
- Tamiasciurus douglasii mollipilosus Audubon & Bachman, 1841, im mittleres Washington und südwestlichen British Columbia.

Das Mearns-Rothörnchen wird teilweise auch als eigenständige Art betrachtet. Als zusätzliche Unterart kommt in älterer Literatur Tamiasciurus douglasii albolimbatus Allen, 1890, im nördlichen und mittleren Kalifornien sowie im mittleren Oregon hinzu, das aktuell jedoch nicht als eigenständig betrachtet wird.

## Belege
1. 1 2 3  J.L. Koprowski, E.A. Goldstein, K.R. Bennett, C. Pereira Mendes: Douglas's Squirrel. In: Don E. Wilson, T.E. Lacher, Jr., Russell A. Mittermeier (Hrsg.): Handbook of the Mammals of the World: Lagomorphs and Rodents 1. (HMW, Band 6) Lynx Edicions, Barcelona 2016, S. 739–740, ISBN 978-84-941892-3-4.
2. 1 2  Richard W. Thorington Jr., John L. Koprowski, Michael A. Steele: Squirrels of the World. Johns Hopkins University Press, Baltimore MD 2012, ISBN 978-1-4214-0469-1, S. 78–80.
3. 1 2 3  Tamiasciurus douglasii In: Don E. Wilson, DeeAnn M. Reeder (Hrsg.): Mammal Species of the World. A taxonomic and geographic Reference. 2 Bände. 3. Auflage. Johns Hopkins University Press, Baltimore MD 2005, ISBN 0-8018-8221-4.
4. ↑  Beolens, Watkins & Grayson: The Eponym Dictionary of Mammals. Johns Hopkins University Press, Baltimore 2009, ISBN 978-0-8018-9304-9, S. 116 (Douglas, D.).